# Иммуногистохимическое исследование

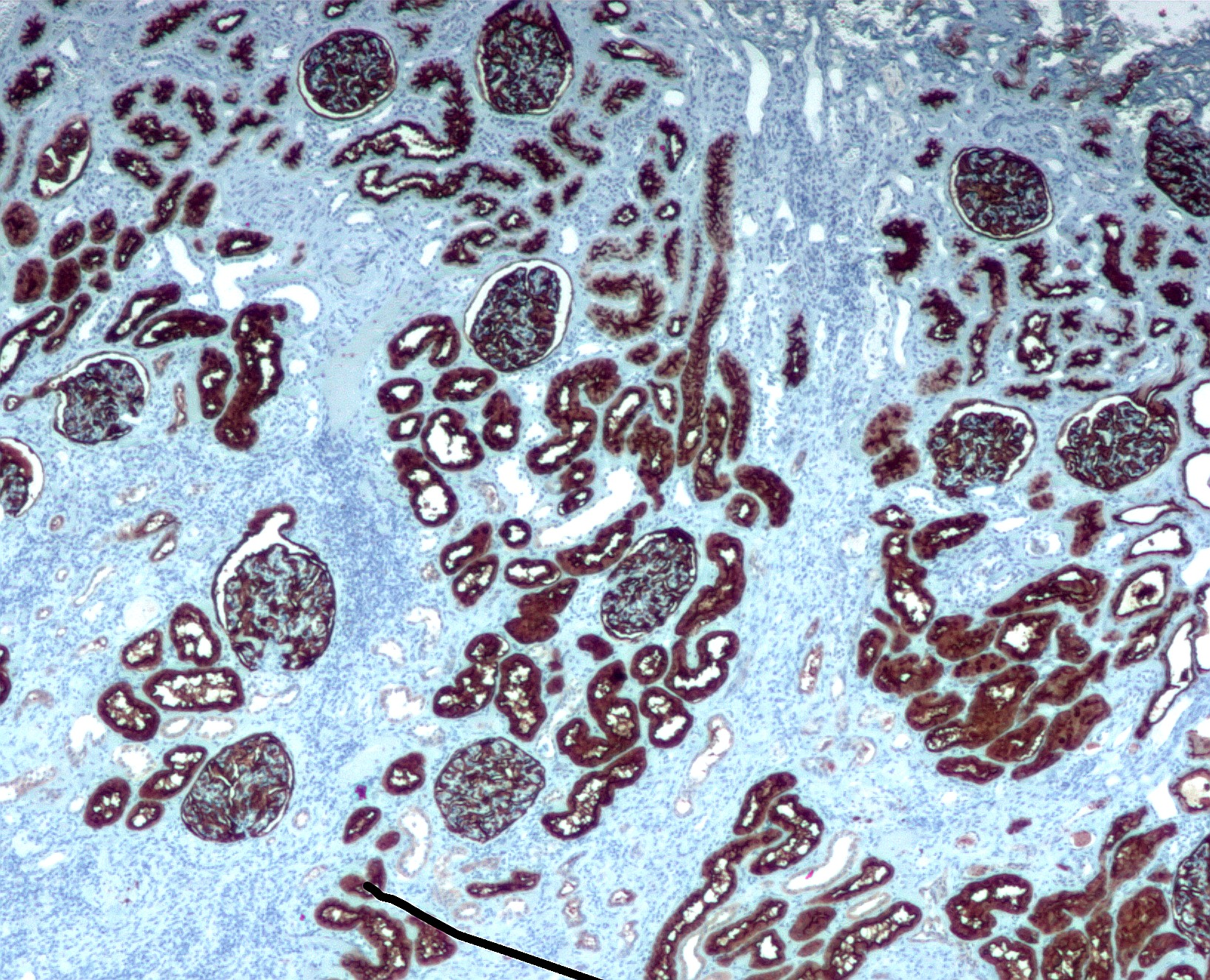
Хромогенная иммуногистохимия нормальной почки, направленная на белок CD10

Иммуногистохими́ческое иссле́дование (ИГХ)— метод микроскопического исследования тканей, обеспечивающий наиболее специфическое выявление в них искомых веществ и основанный на обработке срезов маркированными специфическими антителами к выявляемому веществу, которое в данной ситуации служит антигеном. Впервые способ окрашивания клеточных и тканевых компонентов с помощью специфических антител для микроскопического исследования был предложен A. Coons и соавторами в 1941 году; позднее были разработаны антитела, помеченные не флуоресцентными красителями, а ферментами.

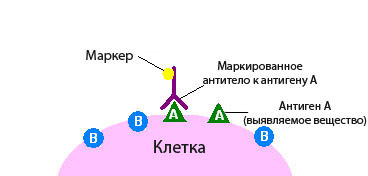
Рис. 1. Схематическое изображение прямого иммуногистохимического метода

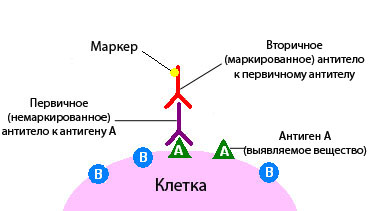
Рис. 2. Схематическое изображение непрямого иммуногистохимического метода

## История метода
Предпосылки и первые основы ИГХ заложили работы Эмиля фон Беринга и Китасато Сибасабуро (1890) по лечению дифтерии и столбняка антитоксическими сыворотками, когда сложилось понимание специфичности антител. В 1897 году Пауль Эрлих предложил первую модель взаимодействия «антиген-антитело», где антитела описывались как рецепторы на клетках, специфично связывающие антигены по принципу «ключ-замок». Эта теория стала фундаментом для понимания специфичности иммунных реакций. Открытия Макса Грубера, Герберта Дархэма (1896) и Рудольфа Крауса (1897) позволили количественно изучать реакции «антиген-антитело», что позже легло в основу детектирования в ИГХ.
В 1940 году американский врач и патолог Альберт Кунс впервые применил флуоресцентные меченые антитела для визуализации антигенов в тканях. Но сложности с получением антител и плохая воспроизводимость результатов долго ограничивали применение метода.
В 1959 году был впервые применен метод иммуноэлектронной микроскопии, когда доктор Сингер для обнаружения вирусных поверхностных антигенов присоединил ферритин к антителам.
В 1966 году ученые Стратис Аврамеас и Пол Накане разработали иммунопероксидазные методы использования конъюгированных ферментами антител.
В 1969 году американские ученые Людвиг Штернбергер и Сэм Спайсер модифицировали протокол иммуноферментного анализа, используя реакцию «антиген-антитело», избежав таким образом химической конъюгации.
В 1970 году Людвиг Штернбергер изобрел пероксидаза-антипероксидазный метод (PAP), повысивший чувствительность ИГХ.
В 1971 году британские ученые У. Пейдж Фолк и Г. Малькольм Тейлор впервые применили коллоидное золото для ИГХ, что стало стандартом в электронной микроскопии. В 1978 году доктор Юрген Рот модифицировал метод с использованием конъюгата белка А с коллоидным золотом. С этого момента началось активное использование маркеров — конъюгатов коллоидного золота в медицине.

## Прямой иммуногистохимический метод
Прямой иммуногистохимический метод основан на реакции специфического связывания маркированных антител непосредственно с выявляемым веществом (рис. 1).

## Непрямой иммуногистохимический метод
Непрямой иммуногистохимический метод является более чувствительным, основан на том, что немаркированные первичные антитела связываются с искомым антигеном (выявляемым веществом), а далее уже их выявляют при помощи вторичных меченых антител, при этом первичные антитела служат для вторичных антигенами (рис. 2).

## Способы маркировки антител
Маркировка антител производится путём их связывания с одной из следующих групп веществ:
- флуоресцентные красители (родамин, флуоресцеин);
- ферменты (щелочная фосфатаза, пероксидаза хрена) — далее выявляются гистохимически;
- электронно-плотные частицы (коллоидное золото, ферритин).|  | В разделе не хватает ссылок на источники (см. рекомендации по поиску). Информация должна быть проверяема, иначе она может быть удалена. Вы можете отредактировать статью, добавив ссылки на авторитетные источники в виде сносок. (17 октября 2024) |

## Практическое применение
- идентификация клеток различных типов по их уникальным маркерным признакам (имеет клиническое значение при дифференцировке гистологического типа опухолей молочной железы, щитовидной железы, лимфом и проч. опухолей; дифференцировке первичного очага опухолей при метастазировании);
- изучение синтетических и секреторных процессов;
- выявление гормонов и рецепторов к ним.